# スミス郡 (バージニア州)
スミス郡（英: Smyth County）は、アメリカ合衆国バージニア州の南西部に位置する郡である。2010年国勢調査での人口は32,208人であり、2000年の33,081人から2.6%減少した。郡庁所在地はマリオン町（人口5,968人）であり、同郡で人口最大の町でもある。

## 歴史
スミス郡は1832年2月23日にワシントン郡とワイス郡の一部を合わせて設立された。郡名は、米英戦争時の将軍で、バージニア州議会上院議員、同下院議員、バージニア州選出アメリカ合衆国下院議員を務めたアレクサンダー・スミスに因んで名付けられた。

## 地理
アメリカ合衆国国勢調査局に拠れば、郡域全面積は452平方マイル (1,170 km2)であり、このうち陸地452平方マイル (1,170 km2)、水域は0平方マイル (0 km2)で水域率は0.05%である。

### 主要高規格道路
- 州間高速道路81号線
- アメリカ国道11号線
- バージニア州道16号線
- バージニア州道42号線
- バージニア州道91号線
- バージニア州道107号線

### 隣接する郡
- ラッセル郡 - 北西
- テイズウェル郡 - 北
- ブランド郡 - 北東
- ワイス郡 - 東
- グレイソン郡 - 南
- ワシントン郡 - 南西

### 国立保護地域
- ジェファーソン国立の森（部分）
- ロジャース山国立レクリエーション地域(部分）

## 人口動態
以下は2000年国勢調査による人口統計データである。
| 基礎データ - 人口: 33,081人 - 世帯数: 13,493 世帯 - 家族数: 9,607 家族 - 人口密度: 28人/km2（73人/mi2） - 住居数: 15,111軒 - 住居密度: 13軒/km2（33軒/mi2） 人種別人口構成 - 白人: 96.86% - アフリカン・アメリカン: 1.87% - ネイティブ・アメリカン: 0.15% - アジア人: 0.18% - その他の人種: 0.32% - 混血: 0.60% - ヒスパニック・ラテン系: 0.86% 年齢別人口構成 - 18歳未満: 21.6% - 18-24歳: 8.0% - 25-44歳: 28.1% - 45-64歳: 26.0% - 65歳以上: 16.3% - 年齢の中央値: 40歳 - 性比（女性100人あたり男性の人口） - 総人口: 93.8 - 18歳以上: 90.5 | 世帯と家族（対世帯数） - 18歳未満の子供がいる: 29.2% - 結婚・同居している夫婦: 55.7% - 未婚・離婚・死別女性が世帯主: 11.2% - 非家族世帯: 28.8% - 単身世帯: 26.0% - 65歳以上の老人1人暮らし: 12.5% - 平均構成人数 - 世帯: 2.37人 - 家族: 2.83人 収入と家計 - 収入の中央値 - 世帯: 30,083米ドル - 家族: 36,392米ドル - 性別 - 男性: 26,698米ドル - 女性: 19,712米ドル - 人口1人あたり収入: 16,105米ドル - 貧困線以下 - 対人口: 13.3% - 対家族数: 9.9% - 18歳未満: 15.2% - 65歳以上: 14.0% |

## 町
- チルホウイー
- マリオン - 郡庁所在地
- ソルトビル

### 未編入の町
- アドウルフ
- アトキンス
- セブンマイルフォード
- シュガーグローブ

## 教育
- チルホウイー高校
- マリオン・シニア高校
- ノースウッド高校、ソルトビル町

## 観光
2006年4月、スミス郡観光協会が結成され、持続可能な観光開発の推進と、州が認証したH・L・ボナム地域開発観光センターの運営を管理している。この組織はwww.VisitVirginiaMountains.com ウェブサイトを通じて地域のマーケティングを行っている。